# Steaua întunecată (film)
Dark Star este un film SF american din 1974 regizat de John Carpenter (debut regizoral). În rolurile principale joacă actorii Dan O'Bannon, Brian Narelle, Cal Kuniholm și Dre Pahich.

## Prezentare
Patru astronauți aflați în spațiul îndepărtat au misiunea de a distruge planetele instabile din sistemele stelare care urmează să fie colonizate. Comandantul Powell este înghețat, dar este încă în măsură să dea diverse sfaturi. În timp ce misiunea lor este pe sfârșite, astronauții trebuie să facă față unui extraterestru fugar care seamănă cu o minge de plajă, sistemelor informatice defecte și unei "bombe inteligente" care se crede Dumnezeu.

## Actori
- Lt. Doolittle - Brian Narelle
- Sgt. Pinback - Dan O'Bannon
- Boiler - Cal Kuniholm
- Talby - Dre Pahich
- Commander Powell - Joe Saunders
- Computer - Cookie Knapp
- Bomb #19 - Alan Sheretz
- Bomb #20 - Adam Beckenbaugh
- Mission Control - Miles Watkins
- Alien - Nick Castle